# Stato libero di Litfiba
Stato Libero di Litfiba è il nono album dal vivo della rockband italiana Litfiba, pubblicato il 1º giugno 2010.
Il disco è stato registrato durante il reunion tour dei Litfiba, ed esattamente durante le date di Firenze del 16 e 17 aprile 2010. Fanno parte del doppio album anche due inediti: Sole nero e Barcollo, entrambi estratti come singoli e accompagnati dai rispettivi videoclip.
Il disco ha raggiunto la seconda posizione della classifica italiana e l'ottantasettesima di quella svizzera.

## Descrizione
È il disco che sancisce la definitiva reunion Pelù-Renzulli, dopo la separazione avvenuta nel 1999 al termine dell'Infinito Tour.
L'album ha debuttato alla posizione numero 2 della classifica ufficiale FIMI, e ad un mese dall'uscita è disco d'oro per le oltre 30 000 copie vendute. A giugno 2011 è disco di platino per le oltre 60 000 copie vendute. Nel 2010, l'album risulta il 28° più venduto.
Nel 2011 i Litfiba hanno deciso di ristampare l'album all'interno del Box Set "Litfiba Rare & Live".

## Tracklist
Il disco si apre con due inediti in studio, a cui segue la tracklist dei concerti della reunion riproposta per intero.

### CD 1
1. Sole nero – 4:00 – (inedito) (Pelù/Renzulli)
2. Barcollo – 4:00 – (inedito) (Pelù/Renzulli)
3. Proibito – 6:24
4. Resta – 3:21
5. Cangaceiro – 5:27
6. Paname – 7:02
7. Bambino – 5:16
8. Il volo – 4:39
9. Sparami – 4:51
10. Lulù & Marlene – 5:00
11. Dio – 4:39
12. Spirito – 5:30
13. Tex – 5:17
14. Ferito / Tex – 8:13

Durata totale: 73:39

### CD 2
1. Fata Morgana – 7:22
2. Animale Di Zona – 5:00
3. A denti stretti – 4:00
4. Cuore Di Vetro – 4:44
5. Gioconda – 6:21
6. Ritmo 2 # – 5:36
7. Ci Sei Solo Tu – 5:14
8. Maudit – 5:05
9. Dimmi Il Nome – 3:50
10. El diablo – 5:58
11. Lacio Drom – 5:11
12. Lo spettacolo – 6:15

Durata totale: 64:36

### Singoli e videoclip
- Sole nero (promo, videoclip)
- Barcollo (videoclip)

## Formazione
- Piero Pelù - voce
- Ghigo Renzulli - chitarra
- Daniele Bagni - basso
- Federico Sagona - tastiere
- Pino Fidanza - batteria

## Ospiti
- Francesco Magnelli - tastiere (tracce 1-2)

## Deluxe Edition
Il disco è stato pubblicato anche in una versione deluxe, contenente un booklet di 36 pagine con foto inedite ed una bonus track, ovvero una versione garage di Sole nero.

## Classifica
| Posizione massima |
| ----------------- |
| 2                 |

### Classifiche di fine anno
| Classifica (2010) | Posizione |
| ----------------- | --------- |
| Italia            | 28        |

| Posizione | 2  | 3  | 4  | 7  | 5  | 5  | 6  | 4  | 4  | 4  | 4  | 6  | 6  | 12 | 14 | 18 | 20 | 30 | 48 | 51 |
| Settimana | 21 | 22 | 23 | 24 | 25 | 26 | 27 | 28 | 29 | 30 | 31 | 32 | 33 | 34 | 35 | 36 | 37 | 38 | 39 | 40 |
| Posizione | 81 | 38 | 55 | 73 | 81 |    |    |    |    |    |    |    |    |    |    |    |    |    |    |    |